# Франц Мюнтеферінг
Франц Мюнтеферінг (нім. Franz Müntefering; нар. 16 січня 1940, Негайм) — німецький політик, член СДПН.
З 2005 р. — віце-канцлер ФРН та федеральний міністр праці і соціальних справ, в 1998–1999 рр. — федеральний міністр транспорту, будівництва та житлового господарства, 2002–2005 — заступник голови фракції СДПН в Німецькому Бундестазі, 2004–2005 — голова СДПН.

## Освіта та трудова діяльність
Після закінчення зангальноосвітньої «народної» школи в Зундерні, Франц Мюнтерферінґ закінчив в 1954–1957 рр. Професійну школу і до 1975 р. працював на різних позиціях в металообробній промисловості. В 1961–1962 рр. проходив строкову службу в Бундесвері.

## Сім'я та релігія
Батько Франца Мюнтеферінґа був простим селянином, мати — домогосподаркою. 1995 року Франц Мюнтеферінґ одружився вдруге з Анкепетрою Мюнтеферінґ. Має двох дочок з пергого шлюбу. Франц Мюнтеферінґ — римо-католик.